# Faloppio
Faloppio (Falòpp in dialetto comasco, AFI: /faˈlɔp/) è un comune italiano sparso di 4 884 abitanti della provincia di Como in Lombardia, costituito dai paesi di Camnago Faloppia e Gaggino (sede comunale). È situato a soli 6 chilometri dal confine con la Svizzera.

## Origini del nome
Lo studio dei toponimi ha fatto ipotizzare che:
- Camnago sia di fondazione celtica, poiché kanxmanakon o kamminakon significa "campo del sentiero"[5].
- Gaggino è un chiaro diminutivo del longobardo e lombardo "gagg" (gaggio).
- Dalla località Bernasca ha origine il cognome Bernasconi, uno dei più diffusi del Comasco.

## Storia

### Dal Medioevo all'età moderna
La più antica menzione storica delle località di Gaggino e Camnago si ritrova in alcuni atti notarili di compravendita e donazione risalenti alla fine del XII secolo.
I toponimi relativi a Gaggino e Camnago, che assieme a Bernasca formano l'attuale territorio di Faloppio, sono attestati negli annessi agli Statuti di Como del 1335 come rispettivamente  "Comune de Gazino" e "Comune de Camenago".
I confini territoriali dei due comuni, che risultano inseriti nella Pieve di Uggiate fino alla fine del XVIII secolo, sono così descritti in un documento del 1614:

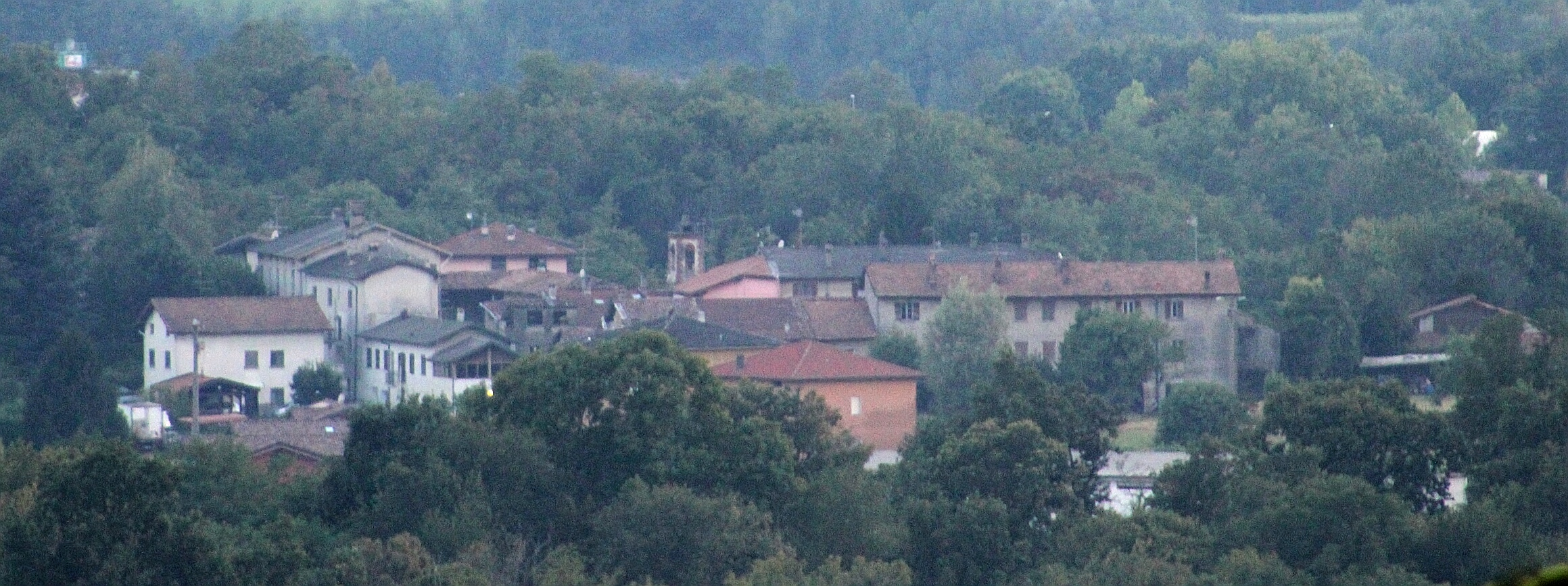
Vista sulla frazione di Bernasca

Nel 1652, le terre di Camnago,  Bernasca e Cassina del Ronco furono messe all'asta dal governo spagnolo del Ducato di Milano intenzionato a finanziare le spese militari di Filippo IV. All'asta partecipò anche la città di Como, interessata ad evitare che queste zone e altri territori delle pievi di Uggiate, Fino e Zezio finissero nelle mani di terzi che - in virtù dei diritti feudali concessi al vincitore dell'asta - avrebbero potuto sottrarre gli abitanti di tali terre all'obbligo di versare tasse alla stessa città.
Nel 1751 il territorio di Gaggino risulta estendersi al cassinaggio di "Cassina de' Ronchi", mentre il comune di Camnago risulta comprendere anche il cassinaggio di "Molino di Chiasso". Due anni più tardi, Camnago risulta aver già accorpato il soppresso comune di Bernasca, che nel primo quarto del XVI secolo risultava già costituire un'entità comunale indipendente della pieve di Uggiate.
Da un punto ecclesiastico, la cura delle anime era affidata alla parrocchia di Santa Margherita di Camnago, eretta nel 1771 dal vescovo Giambattista Mugiasca con territorio smembrato dalla prepositura di Uggiate, e alla Parrocchia della Conversione di San Paolo di Gaggino, che tuttavia fino al 1º ottobre 1892 fu semplice viceparrocchia della pieve di Uggiate. Nel 1788 la parrocchia di Santa Margherita, entro i cui confini esisteva già l'oratorio di Santa Maria Maddalena in Bernasca, contava 217 parrocchiani.

### Età contemporanea
Un decreto di riorganizzazione amministrativa del Regno d'Italia napoleonico datato 1807 sancì l'annessione dei due comuni di Camnago e di Gaggino a quello di Uggiate. La decisione fu tuttavia abrogata con la Restaurazione, quando gli austro-ungarici ricostituirono i comuni di Camnago con Bernasca e di Gaggino.
Durante il Regno di Sardegna prima e durante il Regno d'Italia poi, il comune di Camnago cambiò più volte denominazione, dapprima in "Camnago Faloppia", poi in "Camnago di Uggiate" e infine, dal 1893 al 1928, nuovamente in "Camnago Faloppia".
Nel 1894, anno della visita pastorale del vescovo Andrea Carlo Ferrari il numero dei parrocchiani della parrocchia di Camnago era salito a 432, mentre quella di Gaggino ne contava 800.
Il comune di Faloppio venne istituito ex-novo nel 1928 tramite la fusione dei comuni di Camnago Faloppia e Gaggino.
Le parrocchie di Camnago e Gaggino fanno oggi parte di un'unica comunità pastorale. Le funzioni religiose si svolgono nella chiesa di Santa Margherita di Camnago e nella nuova chiesa di San Paolo di Gaggino.

### Simboli
Lo stemma e il gonfalone sono stati concessi con decreto del presidente della Repubblica del 27 novembre 1992.
Il gonfalone è un drappo di azzurro.

## Monumenti e luoghi d'interesse

### Architetture religiose

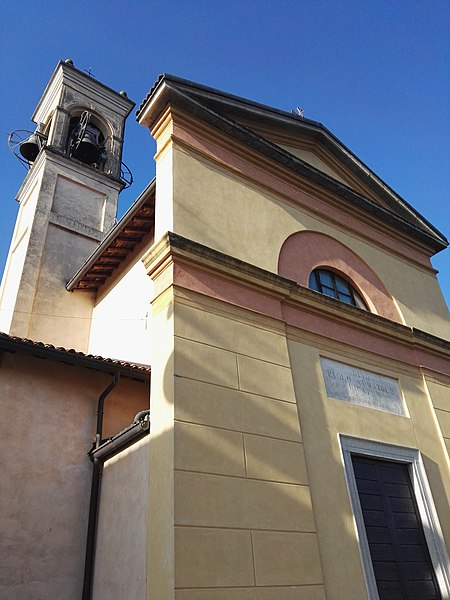
Ex-chiesa della Conversione di S. Paolo

- Ex-chiesa della Conversione di San Paolo (XVI secolo), a Gaggino.[24] Al suo interno, una Madonna del Latte databile alla fine del XIV secolo.[6]

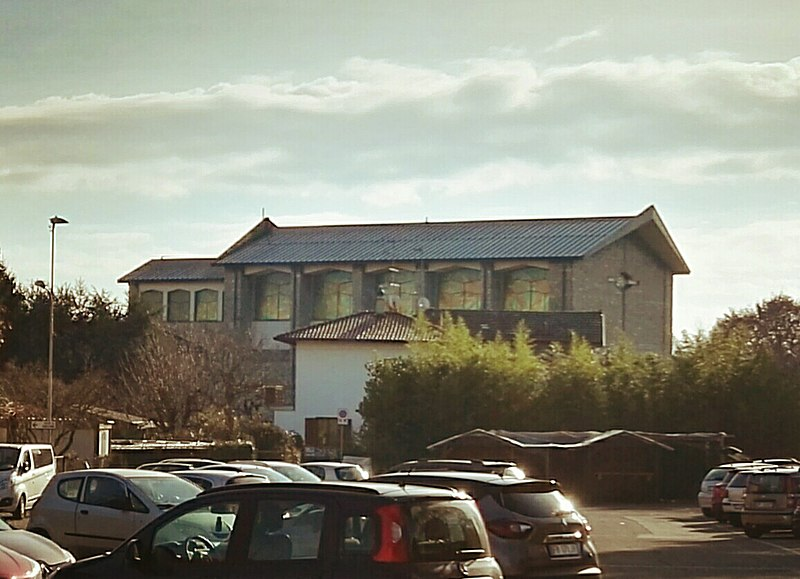
Nuova chiesa di S. Paolo

- Nuova chiesa di San Paolo di Gaggino. Al suo interno, un ciclo di affreschi sulla vita del santo titolare. Sotto alle finestrone delle pareti laterali, grandi affreschi raffigurano le stazioni della Via Crucis. A tema mariano è invece l'affresco che orna la copertura dell'unica navata.

- Chiesa di Santa Margherita, a Camnago, che deve il suo aspetto attuale ad alcuni interventi di ristrutturazione del 1781 e del 1967[25].

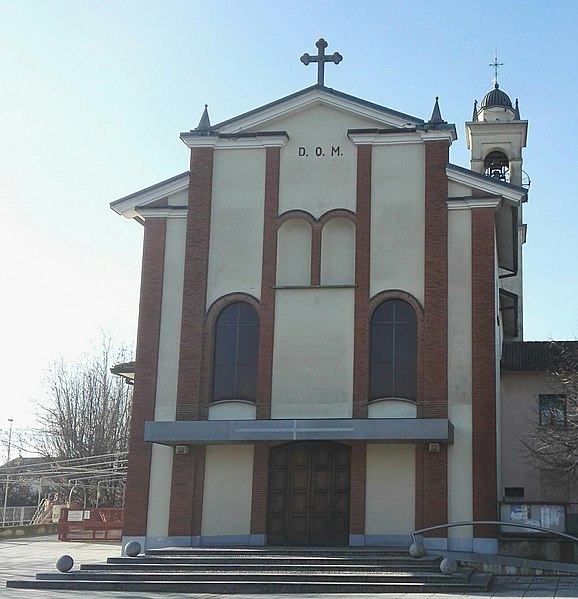
Chiesa di S. Margherita

- Chiesa di Santa Maria Maddalena a Bernasca, risalente al 1497,[26] proprietà dapprima dei Lambertenghi (i quali nel 1464 avevano costruito l'attigua casa padronale, che nel corso del tempo venne decorata con affreschi ed elementi intarsiati)[27] e successivamente degli Albricci.[6] Ristrutturata nel 1776 su impulso dei Raimondi, cinque anni più tardi fu elevata al rango di parrocchiale[6]. Al suo interno, conserva una raffigurazione di una Madonna del Latte.[6]
- Cappelletta detta del Gesio, in via Roma.[28]

### Altro
Nel piazzale della chiesa di Santa Margherita è stata installata una meridiana che fornisce l'ora vera solare di Camnago Faloppio.

## Società
Gli abitanti delle due frazioni sono soprannominati Fulcitt (Gaggino) e Tri-suu (Camnago).

### Evoluzione demografica
Demografia pre-unitaria
- 1751: 225 abitanti a Gaggino[7], 120 a Camnago[8] e 37 a Bernasca[13]
- 1771: 256 abitanti a Gaggino[9] e 214 a Camnago[10]
- 1799: 258 abitanti a Gaggino[16] e 230 a Camnago con Bernasca[17]
- 1805: 283 abitanti a Gaggino[16] e 192 a Camnago con Bernasca[17]
- 1809: 305 abitanti a Gaggino[16] e 215 a Camnago con Bernasca[17] (prima dell'aggregazione a Uggiate)
- 1853: 513 abitanti a Gaggino[18] e 334 a Camnago con Bernasca[19]

Demografia post-unitaria
Abitanti censiti